# Vassilis Bolonassos

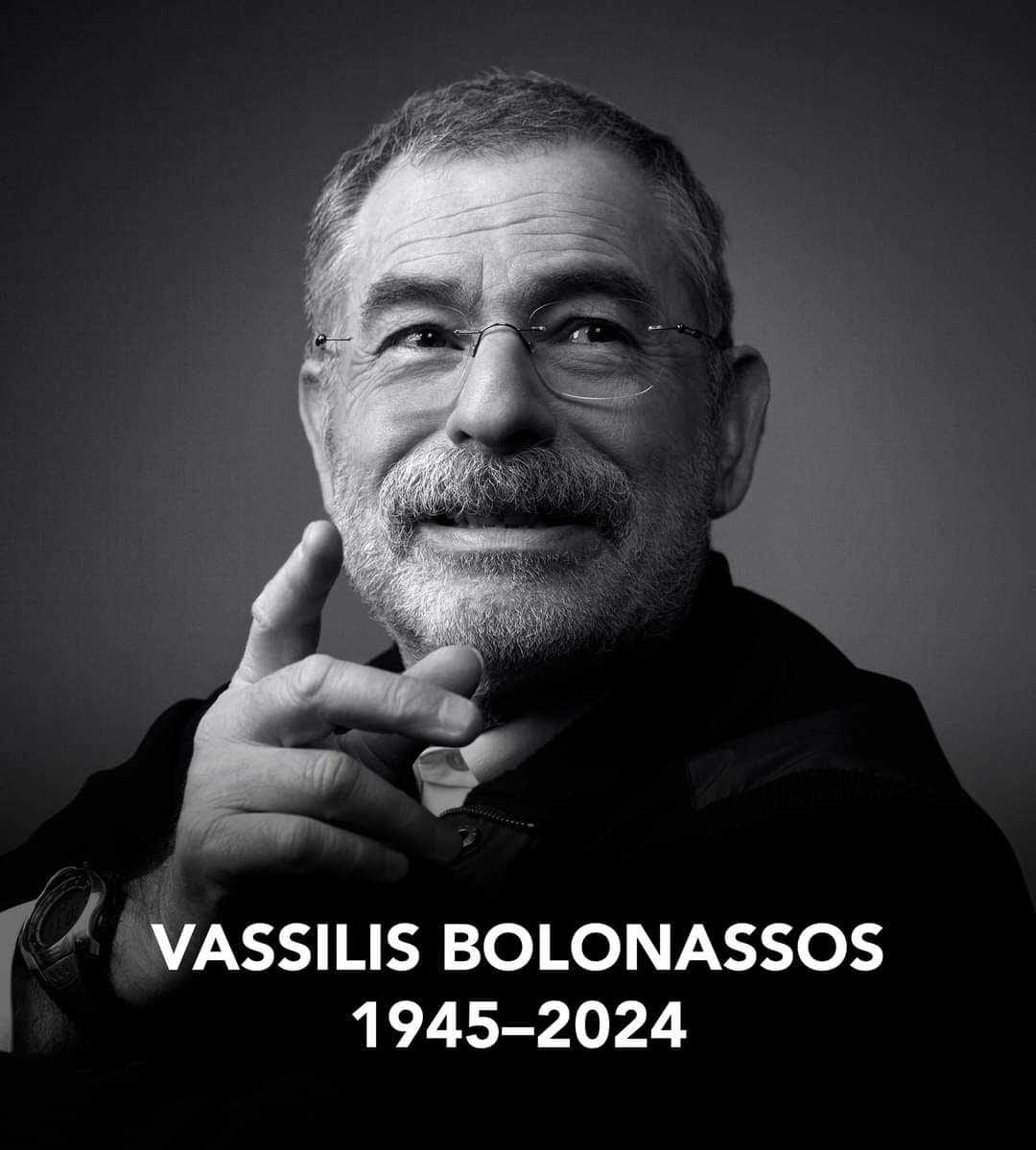
Bild från Sveriges radio

Vassilis Bolonassos, född den 30 september 1945 i Thessaloniki, död den 27 mars 2024 i Botsmark, Umeå, var en grekisk-svensk radiojournalist.

## Biografi
Bolonassos växte upp i Grekland och studerade juridik i Aten. Efter en semesterresa i Sverige beslöt han att flytta hit och bosatte sig 1968 tillfälligt i Tärnaby i Lappland, men flyttade strax efter till Umeå där han bodde fram till 1976. Han studerade idé- och lärdomshistoria, filmvetenskap och konstvetenskap vid Umeå universitet. År 1976 började han läsa Bibliotekarieprogrammet vid Högskolan i Borås.
Efter en period som kultursekreterare i Köpings kommun blev han 1979 bibliotekarie vid Stockholms länsbibliotek och var därefter anställd vid Radio Stockholm och läsesalongen (Kulturhuset) i Stockholm. Han blev därefter anställd  vid Sveriges radio. År 1987 knöts han till P2-redaktionen och började producera musikprogram, men också barn- och ungdomsprogram för TV. Åren 1999–2012 producerade han varje söndagsmorgon programmet Alltid på en söndag med tidig klassisk musik, vilket han själv presenterade. Han var också regelbundet återkommande svensk presentatör i det av BBC för Europeiska radiounionen producerade programmet Euroclassic Notturno med klassisk musik som sänds samtidigt över hela Europa varje natt mellan kl. 00.00 och 06.00. I Sveriges Radio sänds Notturno över P2-nätet. Bolonassos pensionerades från sin tjänst vid Sveriges Radio den 1 oktober 2012. Han medverkade också i programmet Opp Amaryllis. Han fortsatte göra musikföredrag på många platser i Sverige på egen hand efter pensionen. Han har även tillsammans med Sven-Olof Krafft och Christian Hedin producerat en egen podd med ett drygt 50-tal avsnitt.

### Äktenskap och barn
Vassilis gifte sig första gången 1969 med Gunilla Olsson och de fick tillsammans två döttrar. Efter skilsmässan 1976 gifte han sig med Barbro Steensby Bolonassos. De fick två söner tillsammans.

## Utmärkelser
- 1997 – Sveriges Radios språkpris
- 2012 – Kultureliten [4]
- 2012 – Jarl Alfredius-stipendet - Motivering: För sin förmåga att oförtrutet, i ödmjukhet inför lyssnaren, skapa nyheter av vårt kulturarv inom konstmusiken, söka reda på det nya och experimentella i utövandet av denna, och i denna process aldrig förlora det kvalitativa perspektivet.

## Fotnoter
1. 1 2 3 4  Lotta Olsson (28 mars 2024). ”Musikjournalisten Vassilis Bolonassos är död”. Dagens Nyheter. https://www.dn.se/kultur/musikjournalisten-vassilis-bolonassos-ar-dod/.
2. ↑  https://www.dn.se/familj/dodsannonser/#/CaseInline/901377
3. ↑  ”- Alltid i en podcast”. www.bolonassos.se. https://www.bolonassos.se/. Läst 22 maj 2024.
4. ↑  Kultureliten